# Madison (Illinois)
Madison és una ciutat dels Estats Units a l'estat d'Illinois. Segons el cens del 2000 tenia 4.545 habitants.

## Demografia
Segons el cens del 2000, Madison tenia 4.545 habitants, 1.881 habitatges, i 1.117 famílies. La densitat de població era de 250,3 habitants/km².
Dels 1.881 habitatges en un 29,8% hi vivien nens de menys de 18 anys, en un 31,2% hi vivien parelles casades, en un 22% dones solteres, i en un 40,6% no eren unitats familiars. En el 34,9% dels habitatges hi vivien persones soles el 14,7% de les quals corresponia a persones de 65 anys o més que vivien soles. El nombre mitjà de persones vivint en cada habitatge era de 2,42 i el nombre mitjà de persones que vivien en cada família era de 3,13.
Per edats la població es repartia de la següent manera: un 29,8% tenia menys de 18 anys, un 8,6% entre 18 i 24, un 26,8% entre 25 i 44, un 19,2% de 45 a 60 i un 15,5% 65 anys o més.
L'edat mediana era de 34 anys. Per cada 100 dones de 18 o més anys hi havia 88,4 homes.
La renda mediana per habitatge era de 24.828 $ i la renda mediana per família de 29.926 $. Els homes tenien una renda mediana de 27.363 $ mentre que les dones 21.250 $. La renda per capita de la població era de 13.090 $. Aproximadament el 19,6% de les famílies i el 24% de la població estaven per davall del llindar de pobresa.

## Poblacions properes
El següent diagrama mostra les poblacions més properes.